# Jabbār Beyk
Jabbār Beyk (persiska: جبّار بیک, Jabbār Beyg) är en ort i Iran.   Den ligger i provinsen Khorasan, i den nordöstra delen av landet, 800 km öster om huvudstaden Teheran. Jabbār Beyk ligger 1 396 meter över havet och antalet invånare är 158.
Terrängen runt Jabbār Beyk är huvudsakligen kuperad, men västerut är den platt. Runt Jabbār Beyk är det ganska glesbefolkat, med 35 invånare per kvadratkilometer. Närmaste större samhälle är Dars Ākhūnd, 8,8 km nordväst om Jabbār Beyk. Omgivningarna runt Jabbār Beyk är i huvudsak ett öppet busklandskap.